# فرجيليو فريرا
فرجيليو فريرا (بالبرتغالية: Vergílio António Ferreira Gose‏) (1916 - 1996)، هو كاتب روائي برتغالي، أحد أبرز كتاب الحركة الوجودية في البرتغال. بدأ حياته متأثرا بتيار الواقعية الجديدة، فجاءات روايته الأولى «الطريق البعيد»
صدى لهذا التيار، فيما مثلت روايته «المنعطف» التي نشرت عام 1949م بداية القطيعة بينه وبين ذلك التيار، وتأثره بالوجودية الفرنسية في مؤلفاته التي تلتها مثل : «ظهور» ، «صباح ضائع» ، «الفرح الصامت» ، «إلى الأبد» ، «باسم الأرض» - وقد نالت روايته «ظهور» جائزة فيمينا الأدبية الفرنسية، وجائزة ايروباليا التي منحتها له في بروكسل لجنة تحكيم أوروبية تضم متحصصين في الادب البرتغالي.

## وصلات خارجية
- فرجيليو فريرا على موقع IMDb (الإنجليزية)
- فرجيليو فريرا على موقع الموسوعة البريطانية (الإنجليزية)
- فرجيليو فريرا على موقع قاعدة بيانات الفيلم (الإنجليزية)